# Заповедник (мультфильм)
«Заповедник» — советский короткометражный мультипликационный фильм созданным режиссёром Анатолем Резниковым на студии Творческое объединение «Экран» в 1984 году.

## Сюжет
Фильм-плакат о бережном отношении к лесу. Чтобы защитить заповедник, не нужно сооружать вокруг него забор, иначе все деревья будут пущены на доски, из которых его построят.

## Создатели
- Авторы сценария: Владимир Вестерман, Игорь Иртеньев
- Режиссёр: Анатолий Резников
- Художник-постановщик: Вячеслав Назарук
- Оператор: Эрнст Гаман
- Композитор: Карэн Хачатурян
- Звукооператор: Виталий Азаровский
- Художники-мультипликаторы: Владимир Спорыхин, Семён Петецкий, Михаил Першин
- Монтажер — Татьяна Моргунова
- Редактор — Любовь Стефанова
- Директор картины — Лидия Варенцова